# 하일리겐슈타트

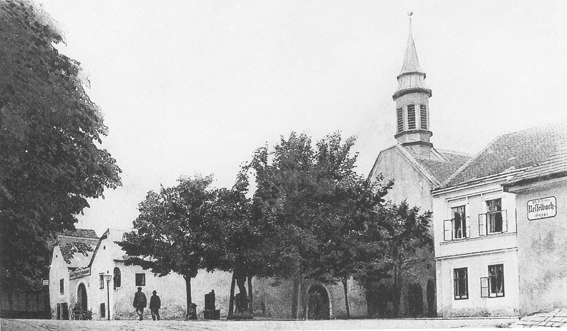
1900년의 하일리겐슈타트의 한 교회

하일리겐슈타트(Wien Heiligenstadt)는 1892년까지 독립적인 지방 자치제였고, 지금은 비엔나의 19번째 행정구 되블링을 이루는 10개의 지방 자치제 중 하나이다.